# Afimico Pululu
Afimico Pululu (ur. 23 marca 1999 w Luandzie) – kongijski piłkarz występujący na pozycji napastnika w polskim klubie Jagiellonia Białystok.

## Kariera klubowa
Wychowanek AS Coteaux Mulhouse i FC Basel. W swojej karierze grał w FC Basel, Neuchâtel Xamax i Greuther Fürth. W sezonie 2023/2024 wraz z Jagiellonią Białystok zdobył mistrzostwo Polski oraz krajowy superpuchar. Reprezentując klub ze stolicy Podlasia, w sezonie 2024/25 z ośmioma bramkami został królem strzelców rozgrywek Ligi Konferencji UEFA.

## Kariera reprezentacyjna
11 marca 2025 Pululu otrzymał od Pedro Gonçalvesa powołanie do reprezentacji Angoli na spotkania z Libią i Republiką Zielonego Przylądka w eliminacjach Mistrzostw Świata 2026. Tydzień po tym poinformowano, że z powodu kontuzji nie pojedzie on na zgrupowanie.
W maju 2025 roku przyjął od Sébastiena Desabre’a powołanie do kadry Demokratycznej Republiki Konga na dwa mecze towarzyskie przeciwko Mali i Madagaskarowi.

## Życie prywatne
Urodził się w stolicy Angoli – Luandzie. Jego rodzice pochodzą z Demokratycznej Republiki Konga, a on sam dorastał we Francji. Posiada obywatelstwo angolskie, francuskie oraz kongijskie. Ma młodszego brata Presleya, który również jest piłkarzem.

## Statystyki kariery
Aktualne na dzień 2 czerwca 2025, na koniec sezonu 2024/2025
| Klub                    | Sezon              | Liga                 | Liga | Liga | Puchar kraju | Puchar kraju | Europa | Europa | Suma | Suma |
| Klub                    | Sezon              | Liga                 | M    | B    | M            | B            | M      | B      | M    | B    |
| ----------------------- | ------------------ | -------------------- | ---- | ---- | ------------ | ------------ | ------ | ------ | ---- | ---- |
| FC Basel                | 2017/18            | Super League         | 2    | 0    | –            | –            | 1      | 0      | 3    | 0    |
| FC Basel                | 2018/19            | Super League         | 10   | 0    | 2            | 0            | –      | –      | 12   | 0    |
| FC Basel                | 2019/20            | Super League         | 21   | 1    | 5            | 1            | 10     | 0      | 36   | 2    |
| FC Basel                | 2020/21            | Super League         | 25   | 3    | 1            | 0            | 3      | 0      | 29   | 3    |
| FC Basel                | 2021/22            | Super League         | 1    | 0    | –            | –            | 3      | 0      | 4    | 0    |
| FC Basel                | Ogólnie            | Ogólnie              | 59   | 4    | 8            | 1            | 17     | 0      | 84   | 5    |
| Neuchâtel Xamax         | 2018/19            | Super League         | 15   | 2    | –            | –            | –      | –      | 15   | 2    |
| SpVgg Greuther Fürth    | 2021/22            | Bundesliga           | 8    | 0    | –            | –            | –      | –      | 8    | 0    |
| SpVgg Greuther Fürth    | 2022/23            | 2 Bundesliga         | 13   | 1    | –            | –            | –      | –      | 13   | 1    |
| SpVgg Greuther Fürth    | Ogólnie            | Ogólnie              | 21   | 1    | 0            | 0            | 0      | 0      | 21   | 1    |
| SpVgg Greuther Fürth II | 2021/22            | Fußball-Regionalliga | 8    | 7    | –            | –            | –      | –      | 8    | 7    |
| SpVgg Greuther Fürth II | 2022/23            | Fußball-Regionalliga | 2    | 1    | –            | –            | –      | –      | 2    | 1    |
| SpVgg Greuther Fürth II | Ogólnie            | Ogólnie              | 10   | 8    | 0            | 0            | 0      | 0      | 10   | 8    |
| Jagiellonia Białystok   | 2023/24            | Ekstraklasa          | 31   | 12   | 3            | 2            | –      | –      | 34   | 14   |
| Jagiellonia Białystok   | 2024/25            | Ekstraklasa          | 31   | 10   | 3            | 1            | 18     | 10     | 52   | 21   |
| Jagiellonia Białystok   | Ogólnie            | Ogólnie              | 62   | 22   | 6            | 3            | 18     | 10     | 86   | 35   |
| Ogólnie w karierze      | Ogólnie w karierze | Ogólnie w karierze   | 167  | 37   | 14           | 4            | 35     | 10     | 216  | 51   |

## Sukcesy
FC Basel
- Puchar Szwajcarii: 2018/19

Jagiellonia Białystok
- mistrzostwo Polski: 2023/24
- Superpuchar Polski: 2024